# Harald IV (roi de Norvège)
Harald IV Gillechrist (Serviteur du Christ) (vers 1103- † 14 décembre 1136) roi de Norvège de 1130 à 1136.

## Origine
Harald est né vers 1102/1103 en Irlande ou aux  Hébrides, mais plus surement dans la première île. Selon les sagas, il devient un familier de la situation de la Norvège en fréquentant des marchands norvégiens mais aussi Kali Kolsson, qui deviendra ensuite comte des Orcades.Vers 1127/1129, Harald se rend en Norvège où il déclare être le fils d'une Irlandaise et du précédent roi Magnus Barfotr, qui avait résidé en Irlande avant sa mort en 1103. Il se fait reconnaître après une ordalie, consistant à marcher sur des socs de charrues chauffés à blanc, comme le fils naturel du roi Magnus III de Norvège et le frère du roi actuel Sigurd Ier. Il promet à ce dernier de ne pas revendiquer le trône de son vivant, ni de celui de son fils et héritier Magnus.

## Règne
Dès qu'il apprend la nouvelle de la mort de Sigurd Ier Harald qui se trouve à Tønsberg reniant ses serments, se présente à l'assemblée du Haugating, du mot vieux norois haugr signifiant colline ou tertre funéraire où il est choisi comme roi. Magnus IV le fils et héritier de Sigurd Ier qui a été reconnu roi à Oslo est contraint de partager le royaume en deux parties avec lui le 3 octobre 1130.
La paix entre les deux souverains perdure quelques années mais après quatre ans Magnus IV qui contrôlait la flotte  et de la plus grande partie du trésor royal, insatisfait de la situation entre en guerre contre Harald qui est vaincu le 10 août 1134 au combat de Fyrleiv c'est-à-dire Färlev dans le Bohuslän. Harald se réfugie dans le royaume de Danemark où il obtient l'appui du roi Eric Emune en conflit avec Magnus IV qui venait de répudier son épouse, nièce d' Éric Emune. 
Harald IV envahit alors la Norvège, il s'empare de Bergen le 7 janvier 1135 capture Magnus IV de Norvège par surprise et le fait aveugler, mutiler et enfermer dans un monastère. Il fait également pendre l'évêque Reinald de Stavanger qui refusait de lui livrer son trésor. C'est alors qu'un autre prétendu fils de Magnus III, Sigurd Slembedjakn arrivé lui aussi des îles de l'ouest, lui demande de partager le trône avec lui. Se voyant repousser, ce dernier tue le roi Harald IV dans sa résidence, pendant son sommeil le 14 décembre 1136.

## Union et postérité
Harald IV avait épousé une princesse suédoise, Ingrid Rögnvaldsdotter dont il avait un fils considéré comme son seul enfant légitime, le futur roi:
- Inge Ier de Norvège

De diverses concubines il avait également les enfants suivants :
- Sigurd II de Norvège Mund Haraldsson, fils de Thora Guttormsdatter co-roi de Norvège
- Brigida qui sera l'épouse du roi Magnus II de Suède, puis du Jarl Birger Brosa, fille de Thora (?).
- Eystein Haraldsson, fils de Beathack co-roi de Norvège
- Magnus Haraldsson, co-roi de Norvège
- Maria Haraldsdatter, épouse de Simon Halkelsson
- Margreta Haraldsdatter, épouse de Jon Halkelsson